# Доказ життя
Доказ життя (англ. Proof of Life) — американська стрічка 2000 року режисера Тейлора Гекфорда.

## Сюжет
Американського інженера Пітера Боумана викрадено у латиноамериканській країні. За його звільнення вимагають викуп у 3 мільйони доларів. Незважаючи на те, що його дружині Еліс відмовляють у допомозі і власник фірми, у якій працює Пітер, і страхова компанія, вона вирішує не відмовлятися від боротьби за життя чоловіка. Її головна мета — якнайшвидше повернути чоловіка додому, але вона швидко розуміє, що самій їй не впоратися. Експерт компанії «Викрадення та Викуп» Террі Торн — єдина надія Еліс на порятунок Пітера. Він береться за роботу, але невдовзі починає розуміти, що справа набагато більш заплутана, ніж здавалося спочатку.

## У ролях
- Мег Раян — Аліса Боуман
- Рассел Кроу — Террі Торн
- Девід Морс — Пітер Боуман
- Памела Рід — Яніс Гудман
- Девід Карузо — Діно
- Ентоні Гілд — Тед Фельнер
- Стенлі Андерсон — Джеррі
- Готфрід Йон — Ерік Кесслер
- Алан Армстронг — Вайатт
- Майкл Кічен — Ян Гейвері
- Марго Мартіндейл — Айві
- Маріо Ернесто Санчес — Артуро Фернандес

## Цікаві факти
- Головна роль була спочатку запропонована Гаррісону Форду, але він від неї відмовився.
- Майже у всіх сценах, в яких бере участь Мег Раян, в руці у неї сигарета, але ні в одному кадрі вона не палить.
- Вілл Геффні, дублер Девіда Морса, загинув на зйомках в Еквадорі в результаті нещасного випадку. Вантажівка, якою він керував, несподівано звернула у бік і впала зі скелі. Фільм присвятили його пам'яті.
- Готуючись до ролі, Кроу тренувався з п'ятикратною чемпіонкою світу з карате з Мельбурна на ім'я Лорейн Беваарт.
- Протягом зйомок Девід Морс поступово скидав вагу під наглядом лікарів, щоб більш реально показати, як впливає подібна ситуація на людину.
- Зйомки в Польщі тривали 9 днів і проходили в 30 хвилинах їзди від Познані, на військовому полігоні. Чеченців грали справжні чеченці, а росіян — поляки, за винятком, звичайно, Олександра Балуєва.
- Частина зйомок в Еквадорі проходила в столиці країни, місті Кіто, а частина — в горах, іноді на висоті більше 4 тисяч метрів. Там тридцяти членам знімальної групи, які постраждалим від нестачі кисню, довелося надавати медичну допомогу і відправляти вниз.
- Акторський склад і знімальна група була представлена національностями 21 країни.
- Під час промокомпанії фільму Раян була оштрафована студією на велику суму, оскільки відмовилася говорити в інтерв'ю про свою спільну роботу з Расселом Кроу.